# پاسکال فوگر
پاسکال فوگر (انگلیسی: Pascal Fugier؛ زادهٔ ۲۲ سپتامبر ۱۹۶۸) بازیکن فوتبال اهل فرانسه است.
از باشگاه‌هایی که در آن بازی کرده‌است می‌توان به باشگاه فوتبال المپیک مارسی، باشگاه فوتبال رن، باشگاه ورزشی مون‌پلیه، و باشگاه فوتبال المپیک لیون اشاره کرد.